# Mina Anwar
Mina Anwar (n. 20 de septiembre de 1969 en Accrington, Lancashire, Inglaterra), es una actriz de televisión y cantante de algunos ritmos británicos, es mezzosoprano. Anwar también estudió en la Academia de Accrington, y obtuvo advanced level en teatro en la Universidad de Accrington y Rossendale en 1988 después de haber estudiado en Londres y también tiene una fundación de diseñadora de moda que promueve el sexo seguro produciendo ropa con bolsillos secretos para guardar condones. Mientras con su carrera actoral protagonizó a Trudy Rehman en House of Anubis, una serie original de Nickelodeon.

## Filmografía

### TV
| Año       | Película                  | Rol                       |
| --------- | ------------------------- | ------------------------- |
| 1995      | Flight                    | Shikha                    |
| 1995-1996 | Ley y desorden            | P.C. Habib / W.P.C. Habib |
| 1999      | Barbara                   | Midwife                   |
| 1999      | The Flint Street Nativity | Angel                     |
| 2000      | A Christmas Carol         | Julie                     |
| 2002      | Casualty                  | Shelley                   |
| 2002      | Birthday Girl             | Nina Kapoor               |
| 2003      | Policía de barrio         | Dr. Sandra Malik          |
| 2004      | Best Friends              | Miss Mancer               |
| 2006      | No Angels                 | Jeena                     |
| 2005-2006 | Coronation Street         | Ravinder Kalirai          |
| 2008      | Shameless                 | Auntie Shaza              |
| 2008      | The Invisibles            | Helen Huthwaite           |
| 2008-2011 | The Sarah Jane Adventures | Gita Chandra              |
| 2011-2013 | House of Anubis           | Trudy Rehman              |
| 2014      | Remember Me               | Roshana Salim             |